# 21291 Mercalli
21291 Mercalli este o planetă minoră (asteroid) din centura de asteroizi. A fost descoperită pe 12 noiembrie 1996 la  de Andrea Boattini⁠(d) și a fost numită după Luca Mercalli⁠(d). 
Obiectul prezintă o orbită caracterizată de o semiaxă mare de 2,3427556 UAi, o excentricitate de 0,05, o înclinație de 7,30866 ° în raport cu ecliptica.